# Roly Meates
Pas d'image ? Cliquez ici

a Compétitions nationales et continentales officielles uniquement.

Dernière mise à jour le 17 avril 2012.
T.W. Roland Meates dit Roly Meates, mort le 5 juillet 2023, est un joueur irlandais de rugby à XV devenu entraîneur. Il est notamment entraîneur de l'équipe nationale de rugby à XV d'Irlande de 1975 à 1977 et président du comité de sélection de l'Irish Rugby Football Union.  

## Biographie
Roly Meates étudie l'odontologie à l'Université de Dublin où il joue comme avant avec l'équipe de rugby de l'université au poste de pilier. Puis, il évolue avec le club de Wanderers F.C. Dublin.
Il entraîne pendant 28 ans l'équipe de rugby à XV du Dublin University FC. Il entraîne ensuite pendant cinq années le Leinster, dont il est le président en 1968-1969, avant de devenir entraîneur de l'Équipe d'Irlande de rugby à XV de 1975 et 1977 puis le président du comité de sélection de l'Irish Rugby Football Union. En 1985, il retourne ensuite entraîner le Leinster avec Matt Williams et il est chargé des avants,. Il se retire en 2007 après 40 années d'exercice.